# الكنيسة (إدلب)
الكنيسة قرية سورية تتبع ناحية محمبل في منطقة أريحا في محافظة إدلب. بلغ عدد سكانها 2373 نسمة في عام 2004 حسب إحصاء المكتب المركزي للإحصاء.